# Računarska mašina i inteligencija
„Računarska mašinerija i inteligencija” je temeljni rad koji je napisao Alan Tјuring na temu veštačke inteligencije. Rad, objavljen 1950. u Mајndu, bio je prvi koji je široj javnosti predstavio njegov koncept onoga što je sada poznato kao Tjuringov test.
Tjuringov rad razmatra pitanje „Mogu li mašine da misle?” Tjuring kaže da, pošto reči „misliti” i „mašina” ne mogu biti jasno definisane, trebalo bi da „pitanje zamenimo drugim, koje je usko povezano sa njim i izraženo relativno nedvosmislenim rečima”. Da bi to uradio, on mora prvo da pronađe jednostavnu i nedvosmislenu ideju da zameni reč „misli“, drugo mora da objasni o kojim „mašinama“ tačno razmišlja, i na kraju, naoružan ovim alatima, formuliše novo pitanje, vezano za prvo, za koje veruje da može da odgovori potvrdno.

## Tjuringov test
Umesto da pokušavamo da utvrdimo da li mašina razmišlja, Tjuring predlaže da se pitamo da li mašina može da pobedi u igri, nazvanoj „igra imitacije“. Originalna igra imitacije, koju je Tjuring opisao, je jednostavna partijska igra koja uključuje tri igrača. Igrač A je muškarac, igrač B je žena, a igrač C (koji igra ulogu ispitivača) može biti bilo kog pola. U igri imitacije, igrač C ne može da vidi ni igrača A ni igrača B (i poznaje ih samo kao X i Y), i može da komunicira sa njima samo putem pisanih beleški ili bilo kojeg drugog oblika koji ne odaje nikakve detalje o njihovom rodu. Postavljanjem pitanja igraču A i igraču B, igrač C pokušava da odredi ko je od njih dvoje muškarac, a ko žena. Uloga igrača A je da prevari islednika da donese pogrešnu odluku, dok igrač B pokušava da pomogne ispitivaču da donese pravu odluku.
Tjuring predlaže varijaciju ove igre koja uključuje računar: „Šta će se dogoditi kada mašina preuzme deo A u ovoj igri?” Da li će islednik tako često odlučivati pogrešno kao što to čini kada se igra između muškarca i žene? Ova pitanja zamenjuju naše originalno, 'Mogu li mašine da misle?' Tako modifikovana igra postaje igra koja uključuje tri učesnika u izolovanim prostorijama: kompjuter (koji se testira), čoveka i (ljudskog) sudiju. ljudski sudija može da razgovara i sa čovekom i sa računarom tako što kuca na terminalu. I računar i čovek pokušavaju da ubede sudiju da su ljudi. Ako sudija ne može dosledno da kaže šta je šta, onda kompjuter pobeđuje u igri.
Istraživači u Ujedinjenom Kraljevstvu su istraživali „mašinsku inteligenciju“ desetak godina pre osnivanja oblasti istraživanja veštačke inteligencije (VI) 1956. godine. Bila je to uobičajena tema među članovima Rejšio kluba, neformalne grupe britanskih istraživača kibernetike i elektronike u kojoj je bio i Alan Tjuring. Tjuring je, posebno, vodio pojam mašinske inteligencije od najmanje 1941. godine, a jedan od najranijih poznatih pomena „računarske inteligencije“ je napravio 1947. godine.
Kako Stiven Harnad primećuje, pitanje je postalo „Mogu li mašine da urade ono što mi (kao entiteti koji misle) možemo?“ Drugim rečima, Tjuring se više ne pita da li mašina može da „misli“; on se pita da li mašina može da deluje nerazlučivo od načina na koji mislilac deluje. Ovo pitanje izbegava težak filozofski problem definisanja unapred glagola „misliti” i umesto toga se fokusira na kapacitete performansi koje sposobnost razmišljanja omogućava, i kako ih uzročni sistem može generisati.
Otkako je Tjuring uveo svoj test, on je bio veoma uticajan i široko kritikovan, i postao je važan koncept u filozofiji veštačke inteligencije. Neke od njegovih kritika, kao što je kineska soba Džona Sirla, su same po sebi kontroverzne. Neki su shvatili da je Tjuringovo pitanje bilo „Može li kompjuter, koji komunicira preko teleprintera, prevariti osobu da veruje da je čovek?“ ali izgleda jasno da Tjuring nije govorio o zavaravanju ljudi već o stvaranju ljudskih kognitivnih kapaciteta.

## Literatura
- Brooks, Rodney (1990), „Elephants Don't Play Chess” (PDF), Robotics and Autonomous Systems, 6 (1–2): 3—15, CiteSeerX 10.1.1.588.7539 , doi:10.1016/S0921-8890(05)80025-9, Приступљено 2007-08-30
- Crevier, Daniel (1993). AI: The Tumultuous Search for Artificial Intelligence. New York, NY: BasicBooks. ISBN 0-465-02997-3.
- Dreyfus, Hubert (1972), What Computers Can't Do, New York: MIT Press, ISBN 978-0-06-011082-6
- Dreyfus, Hubert; Dreyfus, Stuart (1986), Mind over Machine: The Power of Human Intuition and Expertise in the Era of the Computer, Oxford, UK: Blackwell
- Dreyfus, Hubert (1979), What Computers Still Can't Do, New York: MIT Press.
- Harnad, Stevan; Scherzer, Peter (2008), „First, Scale Up to the Robotic Turing Test, Then Worry About Feeling”, Artificial Intelligence in Medicine, 44 (2): 83—9, CiteSeerX 10.1.1.115.4269 , PMID 18930641, doi:10.1016/j.artmed.2008.08.008, Архивирано из оригинала 8. 2. 2012. г., Приступљено 29. 8. 2010.
- Haugeland, John (1985), Artificial Intelligence: The Very Idea, Cambridge, Mass.: MIT Press.
- Moravec, Hans (1976), The Role of Raw Power in Intelligence, Архивирано из оригинала 3. 3. 2016. г., Приступљено 7. 11. 2007
- Hofstadter, Douglas (1979), Gödel, Escher, Bach: an Eternal Golden Braid.
- Lucas, John (1961), „Minds, Machines and Gödel”,  Ур.: Anderson, A.R., Minds and Machines, Архивирано из оригинала 19. 8. 2007. г., Приступљено 2. 12. 2022
- Moravec, Hans (1988), Mind Children, Harvard University Press
- Penrose, Roger (1989), The Emperor's New Mind: Concerning Computers, Minds, and The Laws of Physics, Oxford University Press, ISBN 978-0-14-014534-2
- Russell, Stuart J.; Norvig, Peter (2003), Artificial Intelligence: A Modern Approach (2nd изд.), Upper Saddle River, New Jersey: Prentice Hall, ISBN 0-13-790395-2
- Searle, John (1980), „Minds, Brains and Programs” (PDF), Behavioral and Brain Sciences, 3 (3): 417—457, S2CID 55303721, doi:10.1017/S0140525X00005756
- Turing, Alan (октобар 1950), „Computing Machinery and Intelligence” (PDF), Mind, LIX (236): 433—460, doi:10.1093/mind/LIX.236.433
- Saygin, A. P. (2000). „Turing Test: 50 years later”. Minds and Machines. 10 (4): 463—518. S2CID 990084. doi:10.1023/A:1011288000451. hdl:11693/24987 .
- Noah Wardrip-Fruin and Nick Montfort, eds. (2003). The New Media Reader. Cambridge: MIT Press.  0-262-23227-8. "Lucasfilm's Habitat" pp. 663–677.

## Spoljašnje veze
- PDF with the full text of the paper
- Saygin, Ayse Pinar; Cicekli, Ilyas; Akman, Varol (1999). „An analysis and review of the next 50 years”. Minds and Machines: 2000. CiteSeerX 10.1.1.157.1592 .